# يو بي إس (بنك)
يو بي إس جروب أيه جي (بالإنجليزية: UBS Group AG) هو مصرف استثماري سويسري متعدد الجنسيّات وشركة خدمات مالية تأسّست في سويسرا، ويَقع مَقَرها الرَئِيسيّ في مدينتي زيورخ وبازل، وتتمتَّع بحضور في جَمِيع المراكز الماليَّة الكبرى باعتِبارها أكبر مؤسَّسة مصرفية سويسريَّة فِي العَالم. تشتهر خِدمات عملاء «يو بي إس» بالسرية الصارمة بَين البَنك والعميل وثقافة السرية المصرفيّة، ولها مَرَاكِز كَبِيرَة في أسواق الأمريكيّتين وأوروبا والشَّرق الأوسَط وأفريقيا وآسيا وَالمُحِيط الهَادِئ جعلته مؤسَّسة ماليَّة عالمية مهمة. تأسس «يو بي إس» في 1862 كبنك في فينترتور مَع بداية ظهور الصناعة المصرفيّة السويسريَّة، تنافس يو بي إس مَع «مؤسَّسة البَنك السويسري» لعقود حتَّى اندمج البنكان في عام 1998 لِإِنشاء شَّرِكَة واحدة تُعرف بِاِسم «يو بي إس».
يوفر «يو بي إس» خِدمات إدارة الثروات وإدارة الأصول وَالخِدمات المصرفيّة الاستثماريَّة للعملاء من الأَفرَاد وَالشَّرِكات وَالمُؤَسِسَات، ويُدير أكبر قدر من الثروة الخاصّة فِي العَالم، حيثُ أن حوالي نصف قائمة فوربس للمليارديرات من عملائه، ويحتفظ «يو بي إس» ببنك استثماري عالمي ويُعتبر صانع السوق الأَسَاسِي، ويحتفظ بالعديد من أقبية البنوك تحت الأرض والمخابئ ومرافق للتخزين السبائك الذهبية حول جبال الألب السويسريَّة وعلى الصَّعِيد الدوليّ، وقد احتَّلت عَمَليّات «يو بي إس» في مؤشر السرية الماليَّة لعام 2018 المرتبة الأولى في سويسرا، والمرتبة الثانيَّة في الوَلاَيات المتَّحدة.
في عام 2017 كَان «يو بي إس» في المرتبة الحادية عِشرَة في قَائِمَة أكبر البنوك في أُورُوبَّا، بقيمة سوقِيَّة تَبلُغ 64.5 مِليار دُولَار،  وتبلغ أصوله الخاضعة للإدارة أَكثَر من 3.2 تريليون فرنك سويسري مِنهَا حوالي 2.8 تريليون أصول مستثمرة. أنشأ «يو بي إس» معمل لأبحاث تقنية سِلسِلَة الكتل في لندن في أواخر 2016 لِتَعزِيز الأَمن السيبراني وتشفير أَنشطة العملاء، ويُعتبر «يو بي إس» أحد «أكبر وأقوى المؤسّسات الماليَّة فِي العَالم».

## هيكل الشركة
ملكية رأس مال يو بي إس حسب بلد المنشأ اعتبارًا من 2014.

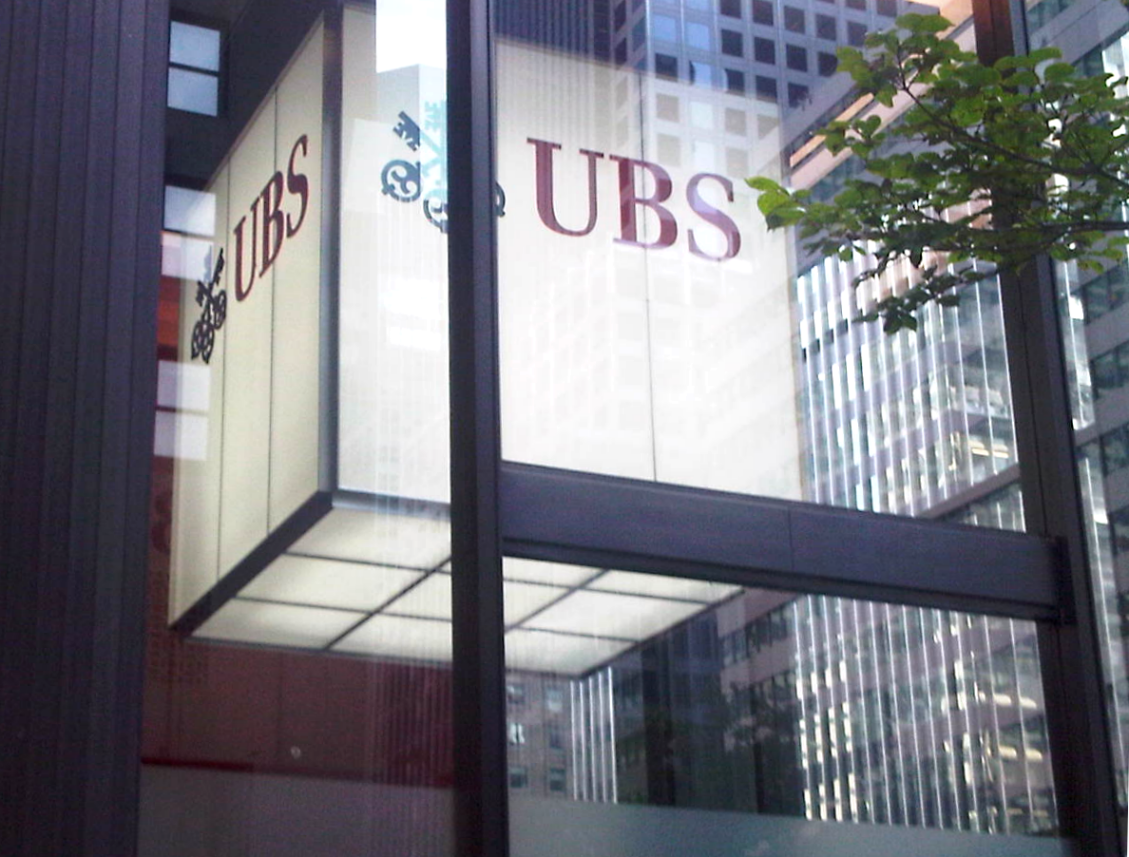
مكاتب بنك UBS الاستثماري في "299 بارك أفينيو" في مدينة نيويورك

يو بي إس هي شَّرِكَة مُسَاهَمَة («مَملُوكَة لمساهميها») وفقًا للقوانين السويسريَّة، تأسّست في عام 2009،  وأسهمها مدرجة في بورصة سويسرا وبورصة نيويورك، وتتواجد الشَّرِكَة في جَمِيع المراكز الماليَّة الرَئِيسيّة في جَمِيع أنحاء العَالَم، ولها مكاتب في 50 دَولَة، ويعمل حوالي 31 بالمائة من موظفيها في الأمريكتين و32 بالمائة في سويسرا، و19 بالمائة في الشَّرق الأوسَط وأفريقيا وأوروبا باستثناء سويسرا، و18 بالمائة في مِنطَقَة آسِيَا وَالمُحِيط الهَادِئ،  وله تواجد كَبِير في الولايات المتحدة، حيثُ يقع المقر الرَئِيسيّ الأمريكيّ لِلخِدمات المصرفيّة الاستثماريَّة في مَدِينَة نِيُويُورك، وله مَكتَب لتقديم استشارات إِدَارَة الثروات الخاصّة في ويهاوكين، نيو جيرسي، وله مكاتب مَبيعات وتجارة وإدارة ثروات خاصَّة في ستامفورد، كونيتيكت.
يعمل البَنك في إِدَارَة الثروات العالميَّة، وبنك الاِستِثمَار، وإدارة الأصول وَالخِدمات المصرفيّة للأفراد وَالشَّرِكات،  وَهُو المزود الرائد لِلخِدمات المصرفيّة للأفراد وَالخِدمات المصرفيّة التجاريَّة في سويسرا، بلغَ إجمالي الأصول المستثمرة في البَنك 3.101 مِليار دُولَار أمريكي، وبلغت حُقوق المساهمين 52.928 مِليار دُولَار أمريكي، تم أُدرجت أسهم البَنك في «يو بي إس جروب أيه جي» في نوفمبر 2014 للتداول كشركة قابضة جديدة في بورصة نِيُويُورك وبورصة سويسرا، وبنهاية عام 2018 بَلَغَت قيمته السوقِيَّة 45.907 مِليار دُولَار أمريكي، واعتبارًا من 14 يناير 2015 تم شطب أسهم «يو بي إس أيه جي» الشَّرِكَة التَّابِعَة لمجموعة «يو بي إس جروب أيه جي» من بورصة نِيُويُورك.

## التاريخ
تأسس البَنك رسميًا في أبريل 1862 عِند تَأسِيس نواة البَنك في فينترتور،  وَكَان من المفترض أن تَحَمُّل الشَّرِكَة المندمجة اسم «المصرف المتحد السويسري»، لكنّ المسؤولون اختاروا تسميته ببساطة «يو بي إس» بسبب تعارض الاسم مَع «بنك سويسرا المتحد» وَهُو فرع البنك المتحد المحدود الباكستاني في سويسرا. وَلَم يُعدُّ «يو بي إس» اختصارًا بل أصبَح العلَّامة التجاريَّة لِلشَّرِكَة، ويُرمز شعارها المكون من ثلاثة مفاتيح إلى قيم الشَّرِكَة المُتمثلة في الثِقَة والأمان وحسن التَّقدير.

### مؤسسة البنك السويسري
يعود تَارِيخ «يو بي إس» إلى 1854 عَندَمَا قامت ست شركات مصرفية خاصَّة في سويسرا لتشكيل «بانكفيرين»، وَهُو ائتلاف تِجَارِيّ قام بدور الاكتتاب لأعضائه البنوك،  وَفِي 1871 نسق بانكفيرين مَع «مؤسَّسة البَنك السويسري» لتشكيل «باسلر بانكفيرين» وهي شَّرِكَة مساهمة لتحل محل ائتلاف بانكفيرين التِجَارِيّ الأصليّ،  وَبَعد أن بدأَ البَنك الجَدِيد بالتزام مبدئي قدره 30 مليُون فرنك سويسري و6 ملايين فرنك سويسري من رأس المال، سرعان مَا عانَى من آلام متزايدة عَندَمَا تسببت خسائر فادحة في ألمانيا في تَعلِيق أرباحه حتَّى عام 1879.
اندمج البَنك مَع «شَّرِكَة بنك زيورخ» في 1885، وَفِي 1886 اِستَحوذ على «باسلر دبوسيتن بانك» وعلى بنك الاتِحاد السويسري، ولاحقًا غير اسمه إلى «شفايتشر بانكفيرين» («مؤسَّسة البَنك السويسري»)،  فيمَا كَان الاسم الإنجليزي للبنك في الأصل (بالإنجليزية: Swiss Bankverein) «البَنك السويسري» وتمَّ تغييره «مؤسَّسة البَنك السويسري» إلى (بالإنجليزية: Swiss Bank Corporation)‏ (اختصارًا SBC) في 1917.
شهدت مؤسَّسة البَنك السويسري فَترَة من النمُو حتَّى توقفت مَع بداية الحرب العالمية الأولى، حيثُ خسر البَنك استثماراته في الشَّرِكَات الصناعيّة الكبرى، وبحلول نهاية 1918 كَان البَنك قد تعافى، وأرتفع عدد موظفيه إلى 2000 مُوَظَّف بحلول 1920، وَكَان تأثير انهيار سوق الأوراق الماليَّة في عام 1929 والكساد الكبير على البَنك شديدًا خاصَّة عَندَمَا انخفضت قِيمَة الفرنك السويسري في 1936، حيثُ انخفضت أصوله من 1.6 مِليار فرنك سويسري إلى 1 مِليار فرنك سويسري بحلول 1936، وَفِي 1937 تبنت مؤسَّسة البَنك السويسري شعارها المكون من ثلاثة مفاتيح والَّذِي صممه «وارجا هونيجر لافاتير» بحيث يرمز إلى الثِقَة والأمان وحسن التَّقدير وَلَا يزال جُزءًا من شِعَار «يو بي إس» الحاليّ، تلقى البَنك دفعات كَبِيرَة من الأموال الأجنبيَّة لحفظها عشية الحرب العالمية الثانية في 1939، وقرت مؤسَّسة البَنك السويسري فتح مَكتَب في مَدِينَة نِيُويُورك،  وكانت تهدف من فتحه ليكون مكانًا آمنًا لتخزين الأصول في حالَة حدوث غزو لسويسرا،  وَخِلَال الحرب انهارت الأَعمَال التجاريَّة التقليديّة للبنوك وأصبحت الحُكومة السويسريَّة أكبر عملاء البَنك، وَفِي 1945 اِستَحوذت مؤسَّسة البَنك السويسري على «باسلر هاندلس بنك» (البَنك التِجَارِيّ لبازل) الَّذِي يُعد أحد أكبر البنوك في سويسرا لكنّه أصبَح معسراً مَع نهاية الحرب، وظلت إحدى الشَّرِكَات الرائدة في تأمين الدُّيون في الحُكومة السويسريَّة في سنوات مَا بَعد الحرب، وضاعفت «إس بي سي» أصولها بأكثر من الضِعف مُنذ نهاية الحرب إلى 4 مِليار فرنك سويسري بحلول نهاية الخَمسينِيَّات من القرن الماضي، وضاعفت أصولها مرَّة أُخرى في مُنتَصَف الستينيّات، متجاوزة 10 مِليار فرنك سويسري بحلول عام 1965، وَفِي 1961 اِستَحوذت مؤسَّسة البَنك السويسري على «البَنك الشعبي فاليزان» ومقره سيون، واستحوذت أيضًا على «البَنك الشعبي في سيير». اِفتَتَح البَنك مَكتَب فرعي كامل في طُوكِيُو في 1970.

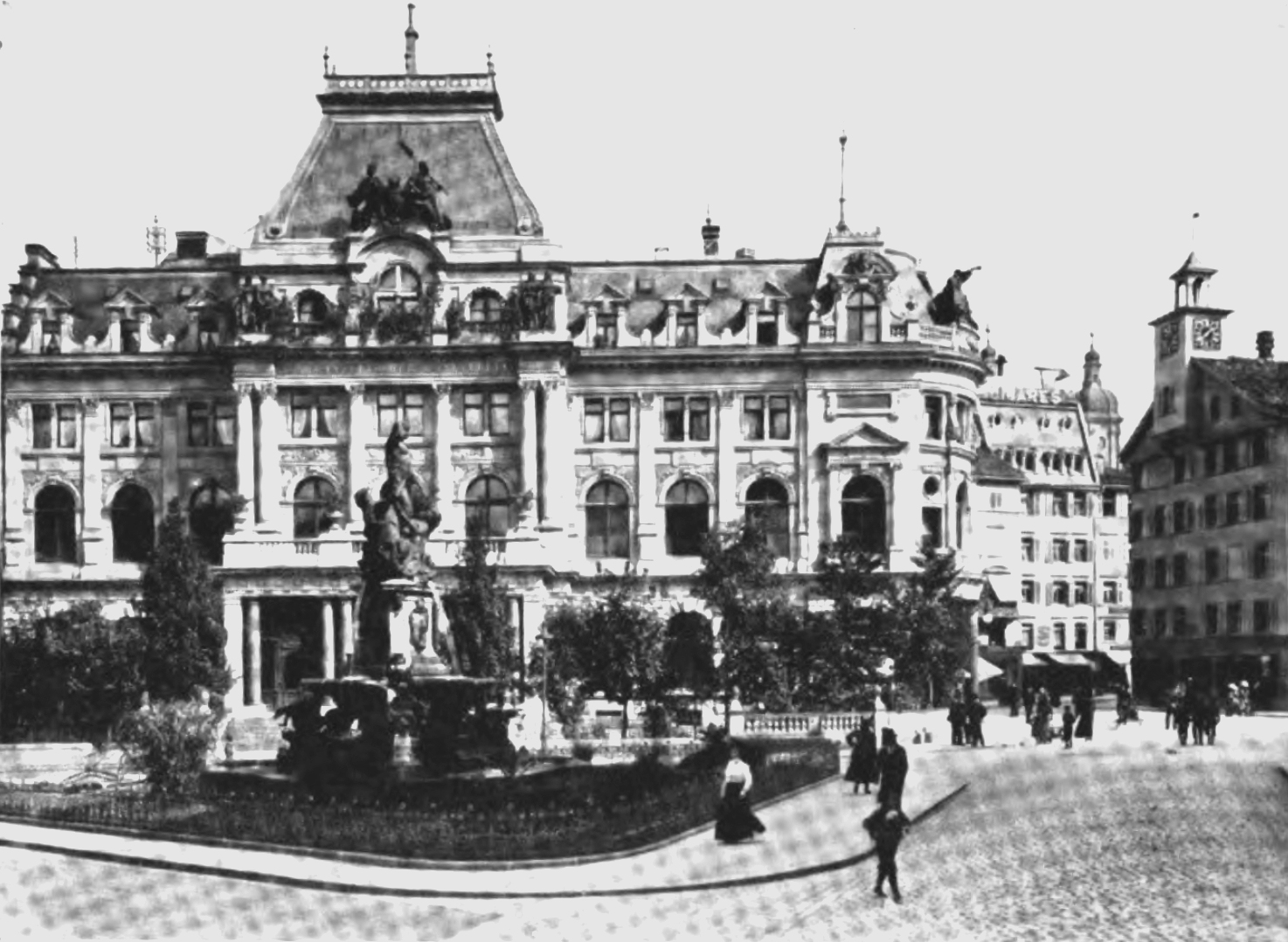
مكاتب مؤسسة البنك السويسري في سانت غالن في حوالي 1920

في 1992 اِستَحوذت مؤسَّسة البَنك السويسري على «أوكونور وشركائه» وهي شَّرِكَة تداول خيارات مَقَرها شيكاغو وهي أكبر صانع سوق في بورصات الخيارات الماليَّة في الوَلاَيات المتَّحدة،  دُمجت أوكونور في «إس بي سي» مَع أَنشطة رأس المال والعملات لتشكيل أسواق رأس المال وعمليات الخزينة المتكاملة عالميًا، وَفِي 1994 اِستَحوذت مؤسَّسة البَنك السويسري على «برينسون بارتنرز» وهي شَّرِكَة لإدارة الأصول تعمل على تَوفِير وصول المؤسّسات الأمريكيَّة إلى الأسواق العالميَّة، مُقابِل 750 مليُون دُولَار أمريكي. وَبَعد عَمَلِيَّة الاِستِحواذ أدار المؤسِس «غاري بي برينسون» أَعمَال إِدَارَة الأصول في مؤسَّسة البَنك السويسري وَبَعد ذَلِك عُين مديرًا للاستثمار في «يو بي إس إِدَارَة الأصول» عَندَمَا اندمجت مؤسَّسة البَنك السويسري مَع «يو بي إس». واستحوذت المؤسسة على «شَّرِكَة إس جي واربورغ» في 1995 مُقابِل 1.4 مِليار دُولَار أمريكيّ وهي شَّرِكَة مصرفية استثمارية بريطانيَّة رائدة، كَان الاِستِحواذ بمثابة دفعة كَبِيرَة في مَجَال الخِدمات المصرفيّة الاستثماريَّة، واكتسبت «إس جي واربورغ» سمعة طيبة باعتِبارها بنكًا تجاريًا جريئًا وأصبح أحد البنوك الاستثماريَّة الأكثر احترامًا في لندن. ولاحقًا تبين أن توسع واربورغ في الوَلاَيات المتَّحدة كَان معيبًا ومكلفًا وانهارت محادثات الاندماج في 1994 مَع مورغان ستانلي،  ودمجتها المؤسسة مَع وحدتها المصرفيّة الاستثماريَّة الحاليَّة لِإِنشاء «إس بي سي واربورغ».
في 1997 دفعت مؤسَّسة البَنك السويسري 600 مليُون دُولَار أمريكيّ للاستحواذ على بنك الاِستِثمَار «ريد ديلون» الأمريكيّ،  الَّذِي ترجع أصوله إلى ثلاثينيّات القرن التَّاسِع عشر، وَكَان من بَين الشَّرِكَات القوية في وول ستريت في عشرينيّات وثلاثينيات القرن الماضي، وبحلول التسعينات كَان لَه مَجمُوعَة اِستِشارِيَّة قويّة لعمليات الاندماج والاستحواذ، ودخل ريد ديلون في مفاوضات لبيع نَفسُه لِشَرِكَة مجموعة إي إن خي الَّتِي تمتلك 25 بالمائة من الشَّرِكَة بِالفِعل، لكنّ شركاء ديلون ريد رفضوا خُطَّة البيع خاصَّة بَعد اِستِحواذ «مؤسَّسة البَنك السويسري» عليه، وتمَّ دمج «ريد ديلون» مَع «إس بي سي-واربورغ» لِإِنشاء «إس بي سي-واربورغ ديلون ريد»، وَفِي عام 2000 أُزيل «ريد ديلون» من اسم الشَّرِكَة، ولاحقًا في 2005 أُعِيدَ إلى اسم الشَّرِكَة وأصبحت بِاِسم «ديلون ريد كابيتال مانجمنت» الَّذِي يتولى عَمَليّات صُندُوق التحوط المشؤومة في يو بي إس.

### بنك الاتحاد السويسري
ظهر بنك الاتِحاد السويسري في عام 1912 باندماج «بنك في فينترتور» و«بنك توجنبرج»، وكان «فينترتور» قد تأسس في 1862 برأس مال أولي 5 مليُون فرنك سويسري وركز على تَوفِير التمويل للصناعة وَالشَّرِكات الأُخرى، واستفاد بشكل كَبِير من روابط السكك الحديديَّة القريبة ومنشآت التخزين الكبيرة خِلال الحرب الأهلية الأمريكية عَندَمَا ارتفعت أسعار القطن بشكل كَبِير،  فيمَا تأسس «بنك توجنبرج» في 1863 برأس مال أولي قدره 1.5 مليُون فرنك سويسري كبنك ادخار ورهن عقاري وله شبكة مكاتب فرعيَّة في شَرق سويسرا. تم تداول الشَّرِكَة الجَدِيدَة في البداية تحت الاسم الإنجليزي (بالإنجليزية: Swiss Banking Association) وَفِي 1921 تم تغييرها إلى «بنك الاتِحاد السويسري» لتعكس اسمها الفرنسيّ (بالفرنسية: Union de Banques Suisses).
يمتلك البَنك المُشتَرَك إجمالي أصول تَبلُغ 202 مليُون فرنك سويسري وإجمالي حُقوق مساهمين تَبلُغ 46 مليُون فرنك سويسري، وَفِي 1917 أكمل «يو بي إس» بِنَاء مقره الجَدِيد في زيورخ في شارع باهنهوفستراسي، وَهُو بمثابة وول ستريت في سويسرا، وبحلول 1923 كَانَت مكاتبه في جَمِيع أنحاء سويسرا،  وَفِي أعقاب الحرب العالمية الأولى والكساد الكبير قام البَنك بالعديد من عَمَليّات الاِستِحواذ المصغرة، وَفِي عام 1937 تأسّست شَّرِكَة «انتراج أيه جي» لإدارة الأصول والمسؤولة عَن صناديق الصناديق المُشتركة.

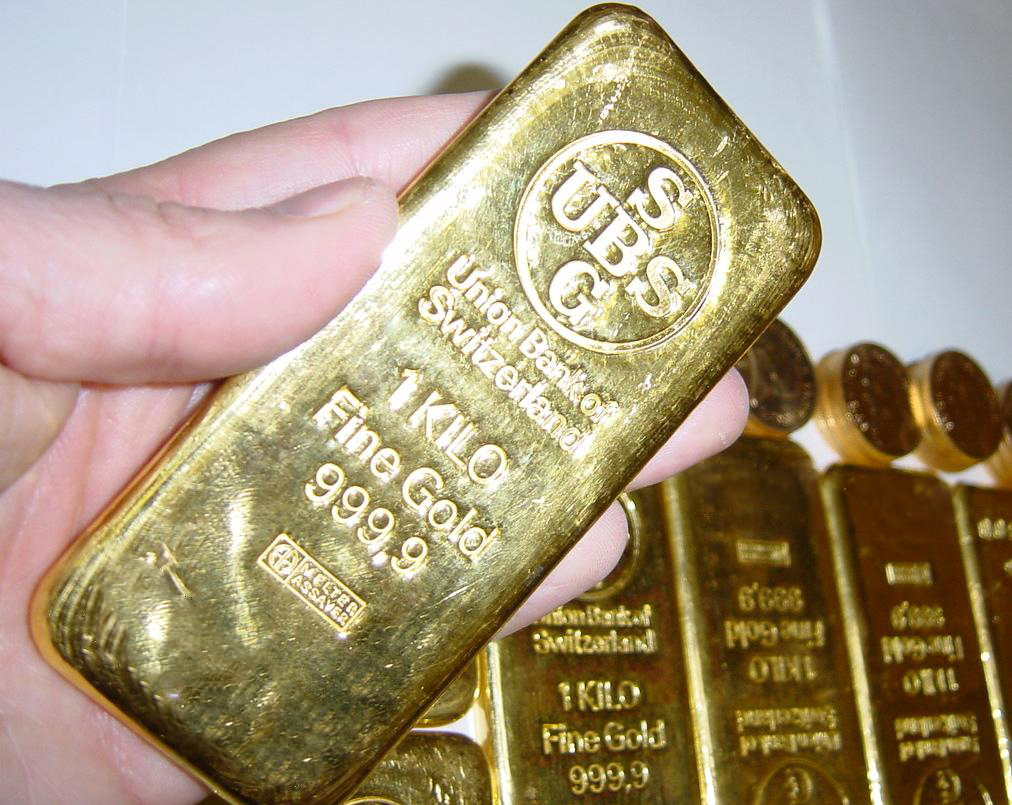
احتفظ "بنك يو بي إس" بكميات كبيرة من الذهب المسروق في خزائن البنوك خلال الحرب العالمية الثانية، توضح الصورة سبيكة ذهب صادرة عن يو بي إس، صهرت من «الأصول غير المطالب بها» المودعة في البنك

لَم تُعرف أَنشطة بنك الاتِحاد السويسري خِلال الحرب العالمية الثانية للجمهور إلَّا بَعد عقود من الحرب، عَندَمَا ثبت لعب «يو بي إس» أدوار نشطة في تداول الذهب والأوراق الماليَّة المسروقة والأصول الأُخرى خِلال الحرب العالميَّة الثانيَّة،  وأصبحت قَضِيَّة «الملكيّة غير المطالب بِهَا» لضحايا الهولوكوست قَضِيَّة رئيسيَّة لبنك «يو بي إس» في مُنتَصَف التسعينات، وَبَعد سِلسِلَة من الاكتشافات في 1997 أصبَحَت القضية في مقدمة الاهتمام الوطنيّ في عاميّ 1996 و1997. حيثُ أكد «يو بي إس» أن عددًا كبيرًا من الحسابات لَم يطالب بِهَا أحد نتيجة لسياسة البَنك الَّتِي تتطلب شهادات وفاة من أفراد الأسرة لِلمُطالبة بمحتوياتها،  وتلقّى تعامل البَنك انتقادات واسعة، وحضيت باهتمام سلبي كَبِير في الوَلاَيات المتَّحدة،  وتعرض لضغوط كَبِيرَة من السياسيين الأمريكيين لتعويض الناجين من الهولوكوست الذين رفعوا دَعَاوَى ضدَّ البَنك.

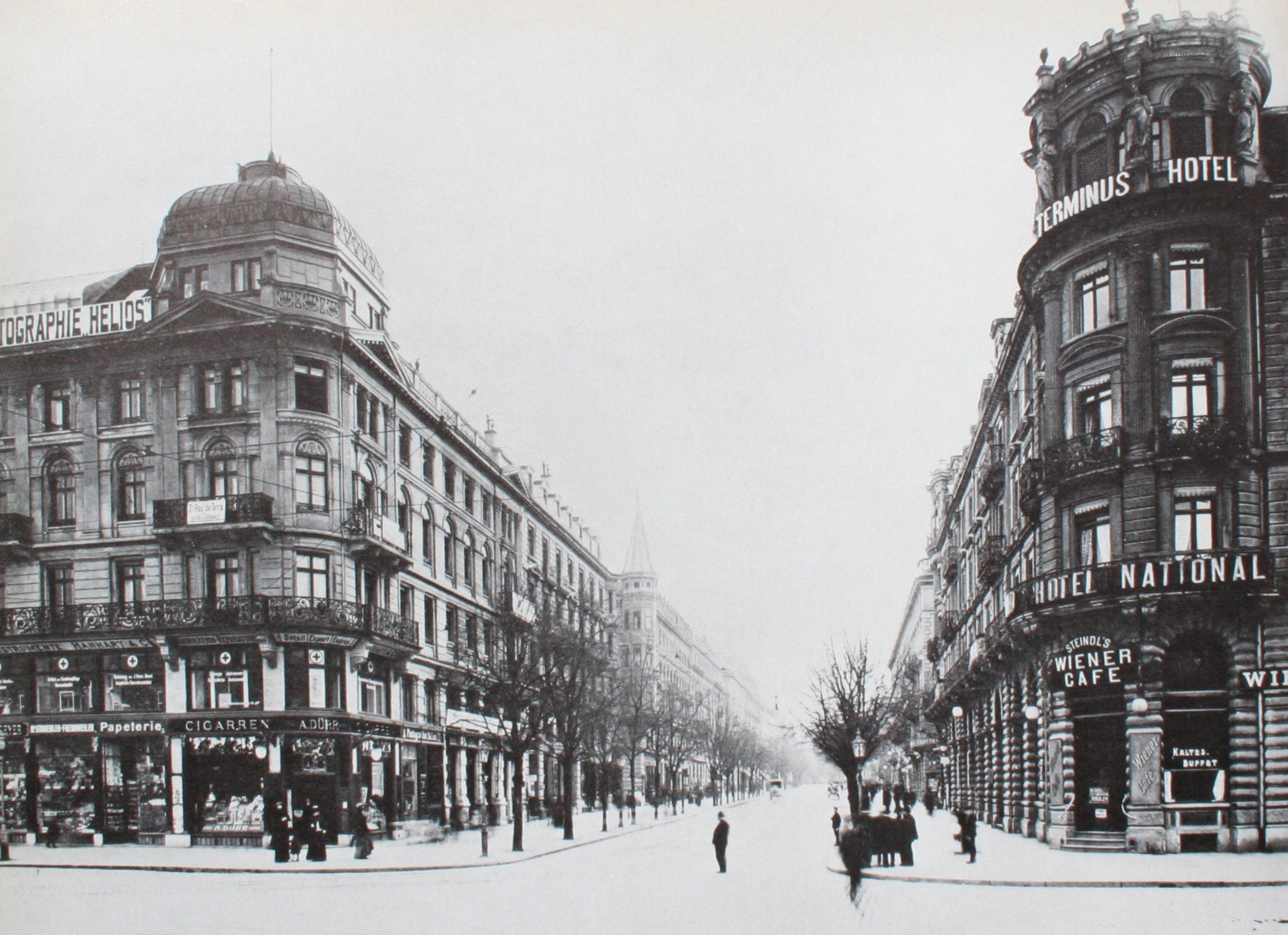
افتتح بنك الاتحاد السويسري فرع جديد في شارع باهنهوف شتراسه في زيورخ في عام 1917.

بَعد فَترَة وجيزة من نهاية الحرب العالميَّة الثانيَّة أكمل بنك الاتِحاد السويسري الاِستِحواذ على «ايدجنوسيش بانك» وَهُو بنك كَبِير مقره زيورخ كَان يُعاني من خسائر فادحة، ونتيجة للاندماج تجاوزت أصول بنك الاتِحاد السويسري 1 مِليار فرنك سويسري وَنَقل عملياته إلى زيورخ، وَفِي السنوات التَالِيَة اِفتَتَح عدَّة فروع، واستحوذ على عدد من البنوك في سويسرا، وزادت مكاتبه من 31 مكتبًا في 1950 إلى 81 مكتبًا بحلول أوائل الستينيّات، وَفِي 1960 اِستَحوذ على حصّة 80 بالمائة في مصفاة «أرغور إس أيه» السويسريَّة المُتخصِصة في المعادن الثمينة والَّتِي تأسّست في 1951 في كانتون تيسينو،  حيثُ ينتج «يو بي إس» سبائك الذهب عبر «أرغور هيراوس» المَشهورة بِاستخدام تقنية شريط كينبار [الإنجليزية]
 ثلاثية الأبعاد الفريدة التي توفر حماية معززة ضدَّ تزوير سبائك الذهب في البنوك،  وبحلول 1962 بَلَغَت أصول البَنك 6.96 مِليار فرنك سويسري، متفوقاً بفارق بسيط على مؤسَّسة البَنك السويسري ليصبح أكبر بنك في سويسرا،  وتخلل النمُو السَّرِيع استحواذه على «بينهاندل» في 1967 ليصبح من أقوى البنوك في أُورُوبَّا.
بحلول الثمانينات من القرن الماضي أَسّس بنك الاتِحاد السويسري مكانته باعتِباره الضامن الأوروبيّ الرائد لسندات اليوروبوندز، بَعد عمليتي اِستِحواذ كبيرتين قام بِهَا في 1986 لشركتي «فيليبس ودرو» وإي غه فاربن. وقام «يو بي إس» بأول عَمَلِيَّة اِستِحواذ في الوَلاَيات المتَّحدة في 1991 باستحواذه على «تشيس انفستورز مانجمنت كوربوريشن» وهي شَّرِكَة إِدَارَة أصول تَابِعَة لبنك تشيس مانهاتن،  وَفِي وَقت الاِستِحواذ تمكَّنت «تشيس» من إِدَارَة أصول تَزِيد عَن 30 مِليار دُولَار أمريكي. كَان البَنك يستثمر في إِدَارَة الأصول المُحافظة، وأعمال التأمين على الحَيَاة ولكنَّ 60 بالمائة من أرباحه كَانَت من عملياته المصرفيّة السويسريَّة. وَفِي 1993 قَدَم كريدي سويس عرضًا للاستحواذ لبنك الاتِحاد السويسري لصالح «سويس فولكس بانك» السويسري، وَهُو خامس أكبر بنك في سويسرا والَّذِي وَاجَه صُعُوبات ماليَّة في أوائل التسعينات،  وأصبح «كريدي سويس» أكبر بنك في سويسرا لأول مرة، واشترى «يو بي إس» مَجمُوعَة من البنوك السويسريَّة الأصغر في 1994 واشترى «بنك كانتون أبنزل-أوسرهودن» في 1996، وَفِي عام 1997 اِستَحوذ لويدز بنك على «شرودر ومونشماير» و«هينجست وشركائه» لتحسين وصوله إلى الخِدمات المصرفيّة الاستثماريَّة الألمانيَّة وأسواق إِدَارَة الثروات الخاصّة.

### اندماج 1998

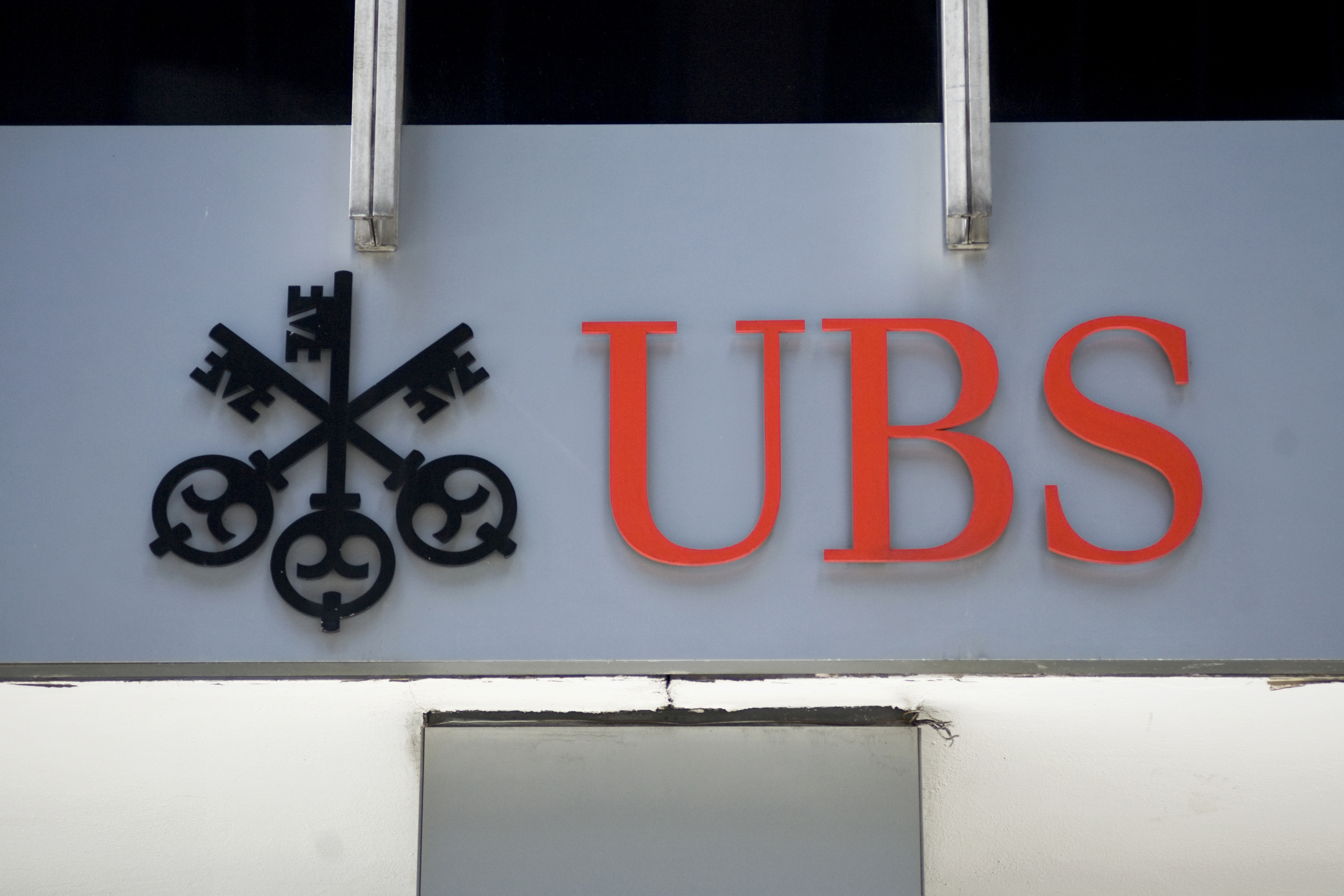
بعد اندماج البنكين أصبحا معروفين فقط باسم "يو بي إس" مع الاحتفاظ برمز "المفاتيح الثلاثة" لشركة مؤسسة البنك السويسري

تعرض بنك الاتِحاد السويسري لانتقادات شديدة من المساهمين المُنشقين خِلال مُنتَصَف التسعينات، حيثُ انتقدوا إدارته المُحافظة وانخفاض العائد على حُقوق الملكيّة،  وأصبح «مارتن إبنر» من خِلال صندوقه الاستثماري «بي كاي فيجن» أكبر مساهم في بنك الاتِحاد السويسري وحاول فرض إعادة هيكلة كَبِيرَة لعمليات البَنك،  وبهدف الاِستِفادَة من هَذَا الوضع، عرض بنك كريدي سويس خطة اندماج على بنك الاتِحاد السويسري لِإِنشاء ثاني أكبر بنك فِي العَالم في عام 1996،  ولكنَّ مَجلِس إِدَارَة بنك الاتِحاد السويسري رفضَ بالإجماع الاندماج المقترح،  فيمَا قاد «إبنر» الَّذِي أيد فكرة الاندماج ثورة للمساهمين أدَّت إلى استبدال رَئِيس مَجلِس الإِدَارَة «روبرت ستودر» بـ «ماتيس كابيالافيتا».
في 8 ديسمبر 1997 أُعلن عَن دمج جَمِيع أسهم «بنك الاتِحاد السويسري» وأسهم شَّرِكَة «مؤسَّسة البَنك السويسري» وهما ثاني وثالث أكبر بنوك سويسرا،  وكانت محادثات الاندماج قد بَدَأت بَعد أقل من عام من رفضَ الاندماج مَع بنك كريدي سويس. ونتج عَن الاندماج تَأسِيس بنك «يو بي إس أيه جي» بأصول تَبلُغ أَكثَر من 590 مِليار دُولَار أمريكي. وأراد رَئِيس مَجلِس إِدَارَة يو بي إس «مارسيل أوسبيل» تسمية الشَّرِكَة المندمجة «بنك سويسرا المتحد» لكنّه لاحقًا وَافَق على اِستِخدام «يو بي إس» بَعد الاِستِحواذ على شَّرِكَة الوساطة الأمريكيَّة "باين ويبر [الإنجليزية]
".
يُشار إلى البَنك الجَدِيد بالعامية «نيو يو بي إس» لتمييزه عَن بنك الاتِحاد السويسري السَّابِق، وأصبح البَنك الجَدِيد ثاني أكبر بنك فِي العَالم في ذَلِك الوَقت، بَعد بنك طُوكِيُو ميتسوبيشي. وجمعت عَمَلِيَّة الاندماج بَين مختلف شركات إِدَارَة الأصول لِإِنشاء أكبر مدير أموال فِي العَالم، حيثُ يدير أَكثَر من 910 مِليار دُولَار من الأصول الخاضعة للإدارة، فيمَا تولَّى «ماتيس كابيالافيتا» القادم من بنك الاتِحاد السويسري مَنصِب رَئِيس البَنك الجَدِيد، وتمَّ تعيين «مارسيل أوسبيل» القادم من البَنك السويسري في مَنصِب الرئيس التنفيذي، وشغل خبراء البَنك السويسري القديم حوالي 80 بالمائة من المناصب الإداريَّة العليا في البَنك الجَدِيد،  وَكَان لَدَى «بنك الاتِحاد السويسري» أَعمَال مصرفية تجاريَّة قويّة في سويسرا، بينما يتمتع كلًا البنكين بقدرات قويّة في إِدَارَة الأصول.

### باين ويبر والتوسع الدولي 2000 إلى 2006
في 3 نوفمبر 2000 اندمج «يو بي إس» مَع شركة باين ويبر [الإنجليزية]
 وهي شَّرِكَة أمريكيَّة للوساطة الماليَّة وإدارة الأصول بِقيادة رَئِيس مَجلِس الإِدَارَة والمدير التَّنفِيذِي «دونالد مارون»،  كَانَت «باين ويبر» رابع أكبر شَّرِكَة للوساطة في الوَلاَيات المتَّحدة ولها 385 مَكتَب توظيف و8554 وسيط، وأصبحت «يو بي إس» أكبر شَّرِكَة لإدارة الثروات والأصول فِي العَالم، وَعِند الاندماج أصبحت الشَّرِكَة الجَدِيدَة تُعرف بِاِسم «يو بي إس بَين ويبر»، وَفِي 2003 اختفى اسم «بَين ويبر» عَندَمَا أُعِيدَ تسمية الشَّرِكَة بِاِسم «يو بي إس ولث مانجمنت يو إس أيه».
عُين جون بي كوستاس في مَنصِب الرَّئِيس التَّنفِيذِي لقسم الخِدمات المصرفيّة الاستثماريَّة في يو بي إس، وَهُو تاجر سندات سابق ورئيس مشارك للدخل الثابت في «كريدي سويس فيرست بوسطن» ورئيس تداول الدَّخل الثابت في بنك الاتِحاد السويسري في 1998، وَبَعد تعيينه أقرَّ الانقِسام وَغير اسم البَنك إلى «يو بي إس واربورغ» في ديسمبر 2001. وحول كوستاس استراتيجيَّة النمُو من الاِستِحواذ على شركات بأكملها إلى توظيف مصرفيين استثماريين فرديين أو فرق من المصرفيين من الشَّرِكَات المُنافسة، في مُحاوَلة لاقتحام شريحة النخبة من البنوك الاستثماريَّة،  واتبع كوستاس نهج مشابه في بِنَاء أَعمَال الدَّخل الثابت لبنك يو بي إس، ووظف أَكثَر من 500 مُوَظَّف مَبيعات، ورفع إيرادات البَنك من 300 مليُون دُولَار أمريكيّ في عام 1998 إلى أَكثَر من 3 مِليار دُولَار أمريكيّ بحلول عام 2001.

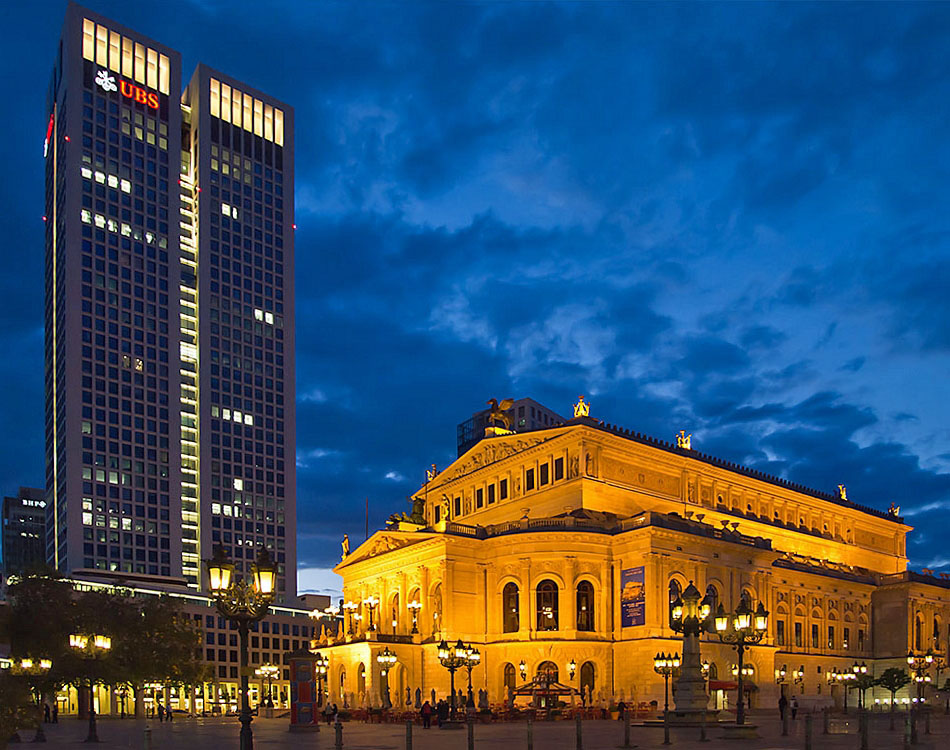
يو بي إس للخدمات المالية (يسار) في فرانكفورت في 2012

كَان وصول «كين موليس» المصرفي الاستثماري السَّابِق في «دريكسيل بورنهام لامبرت» بمثابة انقلاب كَبِير ضدَّ جون بي كوستاس، حيثُ انضم موليس إلى «يو بي إس» قادماً من «دونالدسون لوفكين وجينريت» في 2001 بَعد فَترَة وجيزة من اِستِحواذ «كريدي سويس فيرست بوسطن»، وَخِلَال الست السنوات الَّتِي قضاها في «يو بي إس» تولَّى مويلس في النهاية مَنصِب رَئِيس بنك «يو بي إس الاستثماري»، وَكَان لَه الفضل مَع كوستاس في بِنَاء العمليَّات المصرفيّة الاستثماريَّة لبنك «يو بي إس» في الوَلاَيات المتَّحدة. وَخِلَال أسابيع من انضمامه أحضر موليس فَرِيق مكون من 70 مصرفي من «دونالدسون ولوفكين وجينريت»، حيثُ وظف كلّ من كوستاس وموليس أَكثَر من 30 مصرفيًا أمريكيًا رفيعًا من 2001 إلى 2004،  وتُشير التقديرات إلى أن بنك «يو بي إس» أنفق مبلغ يتراوح بَين 600 إلى 700 مليُون دُولَار أمريكيّ لتوظيف كبار المصرفيين خِلال الفَترَة (2001-2004)،  ومن أبرزهم أوليفييه ساركوزي، و«بن لوريلو»، و«بلير إيفرون»، و«جيف ماكديرموت».
بحلول 2003 صعد «يو بي إس» إلى المرتبة الرابعة في الرسوم المصرفيّة الاستثماريَّة العالميَّة، وحقق 2.1 مِليار دُولَار أمريكيّ من 39 مِليار دُولَار أمريكيّ دفعها للبنوك الاستثماريَّة، واحتل «يو بي إس» باستمرار المرتبة الرابعة في قَائِمَة الرسوم العالميَّة وحقق رقماً قياسياً في 20 ربعًا متتاليًا من الأرباح المُتزايدة. وَفِي عام 2006 أنشأ «يو بي إس» مَشرُوع مُشتَرَك في الصين وبحلول نهاية عام 2006 بدأَ «يو بي إس» في تجربة الثروات المُتغيِرة، وَفِي أواخر 2005 ترأس كوستاس وَحدة جديدة لصناديق التحوط في «يو بي إس» تُعرف بِاِسم «ديلون ريد كابيتال مانجمنت»، وعُين «هوو جينكينز» في منصبه السَّابِق وَهُو مصرفي استثماري قديم.
في 2006 غادر «بلير إيفرون» و«مايكل مارتن» البَنك،  وتبعهم «كين موليس» في مارس 2007 وأسس شَّرِكَة جديدة بِاِسم «موليس آند كومباني»،  وترأّس فِيهَا فَرِيق كَبِير من كبار المصرفيين الاستثماريين القادمين من يو بي إس،  وَكَان رحيل موليس ناتجًا عَن الصِراع المتكرر حول تَوَافُر رأس المال من الميزانيَّة العموميَّة للبنك لمتابعة المُعاملات الكبيرة، وَلَا سِيمَا الاِستِحواذ على الدُّيون،  وشملت المغادرات البارزة الأُخرى الرَّئِيس المشارك لِلخِدمات المصرفيّة الاستثماريَّة «جيف ماكديرموت» في أوائل عام 2007، وأوليفييه ساركوزي في أوائل عام 2008، وبن لوريلو في 2009.

### أزمة الرهن العقاري والتعافي 2007-2009
في بداية عام 2007 أصبَحَت «يو بي إس» أول شَّرِكَة تُعلن عَن تكبدها خسائر فادحة في الرهون العقارية عالية المخاطر،  وَفِي مايو 2007 أعلن «يو بي إس» عَن إغلاق قسم «ديلون ريد كابيتال مانجمنت»،  على الرغم تحقيقه أرباح بَلَغَت 720 مليُون دُولَار أمريكيّ في العَام السَّابِق، وَبَعد أن تولَّى «يو بي إس» مَرَاكِز «ديلون ريد كابيتال مانجمنت» في مايو 2007 ارتفعت الخسائر من 124 مليُون دُولَار أمريكيّ إلى 16 بالمائة من الخسائر البالغة 19 مِليار دُولَار أمريكي، فيمَا واصل «بنك يو بي إس» الاستثماري توسيع مخاطر الرهن العقاري في الرُبع الثاني من 2007 بينما كَان مُعظم المُشاركين في السوق يقللون مِنهَا،  ممَّا أدَّى خسائر قُدرت في النهاية بحوالي 84 بالمائة من إجمالي خسائر البَنك.
استجابة لسلسلة المَشَاكِل المُتزايدة في «يو بي إس» استقال بيتر وفلي [الإنجليزية]
 بشكل غير متوقع من مَنصِب الرَّئِيس التَّنفِيذِي خِلال الرُبع الثاني من 2007،  وتبعه العديد من زملائه في العَام المقبل كَان أبرزهم رَئِيس مَجلِس إِدَارَة البَنك «مارسيل أوسبيل»، واستمرت مشاكل البَنك حتَّى نهاية 2007،  عَندَمَا أعلن البَنك عَن أول خسارة ربع سنوية مُنذ أَكثَر من خمس سنوات،  وعرضت الخسائر مَركَز رأس مال البَنك للخطر ولتفادي ذَلِك جَمع «يو بي إس» بسرعة 11.5 مِليار دُولَار أمريكيّ من رأس المال في ديسمبر 2007، مِنهَا 9.7 مِليار دُولَار أمريكيّ من مؤسَّسة الاِستِثمَار الحكوميَّة السنغافوريَّة،  وحوالي 1.8 مِليار دُولَار أمريكيّ من مستثمر شَرق أوسطي.

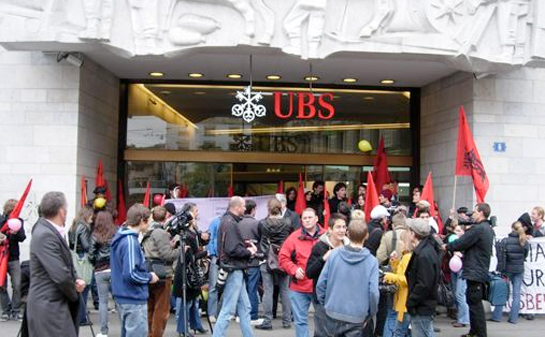
متظاهرون خارج مقر يو بي إسفي زيورخ في 2009

بَعد التوسع الكبير في مخاطر الدَّخل الثابت خِلال عاميّ 2006 و2007 تحت قيادة هوو جينكينز [الإنجليزية]
 الرَّئِيس التَّنفِيذِي لبنك «يو بي إس» الاستثماري،  استمرت خسائر البَنك في الارتفاع في 2008، وأعلن «بنك يو بي إس» في أبريل 2008 أنَّه استثمر 19 مِليار دُولَار في الرهن العقاري وأصول الرهن العقاري الأُخرى. وتجاوزت خسائره في سوق الرهن العقاري 37 مِليار دُولَار أمريكي، وهي أكبر خسائر من نوعها.
في أكتوبر 2008 أعلن «يو بي إس» عَن وَضع رأس مال جَدِيد يبلغ 6 مِليار فرنك سويسري، من خِلال سندات إلزامية قابلة للتحويل،  وعقد اتفاقية مَع البنك الوطني السويسري لتحويل 60 مِليار دُولَار أمريكيّ من الأوراق الماليَّة غير السائلة والأصول المُختَلِفَة من «يو بي إس» إلى صُندُوق منفصل،  وَفِي نوفمبر 2008 وَضع 6 مِليار دُولَار أمريكيّ من حُقوق الملكيّة في «صُندُوق البَنك السيئ الجَدِيد»،  وَفِي فبراير 2009 أعلن أن خسارته في عام 2008 بَلَغَت حوالي 20 مِليار فرنك سويسري (17.2 مِليار دُولَار أمريكي)، وهي أكبر خسارة لِشَرِكَة في سنة واحدة في تَارِيخ سويسرا،  وَكَان البَنك مُنذ بداية الأزمة الماليَّة في 2007 قد خفض أَكثَر من 50 مِليار دُولَار أمريكيّ من استثمارات الرهن العقاري وسرح أَكثَر من 11000 مُوَظَّف،  وبحلول ربيع عام 2009 أعلن «يو بي إس» عَن إعادة هيكلة إدارية تهدف لِتَحقِيق الأرباح، فيمَا استقال «جيركر جوهانسون» رَئِيس قسم البَنك الاستثماري في أبريل 2009 وحل محله «أليكس ويلموت سيتويل» و«كارستن كينجيتر». وأعلن «يو بي إس» أنَّه يخطط لتسريح 8700 مُوَظَّف،  ونفذ خُطَّة تعويضات جديدة، وَفِي أبريل 2009 أعلن «يو بي إس» أنَّه سيبيع شَّرِكَة الخِدمات الماليَّة البرازيليَّة «يو بي إس باكتوال» مُقابِل 2.5 مِليار دُولَار أمريكيّ إلى «بي تي جي أنفستمنتس».

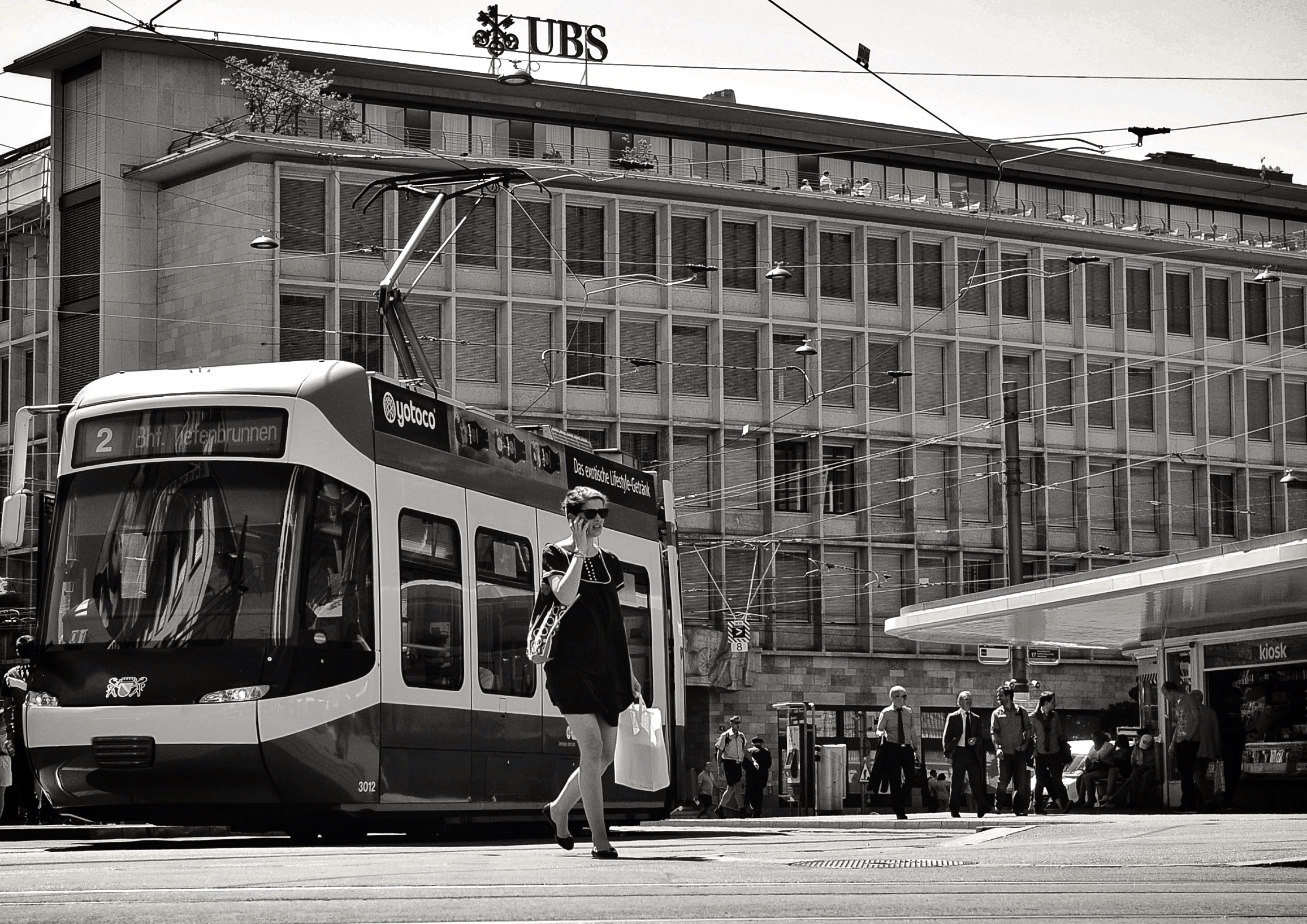
مقر "يو بي إس" العالمي في زيورخ باراديبلاتز

باعت الحُكومة السويسريَّة حصَّتها في يو بي إس البالغة 6 مِليار فرنك سويسري في أواخر عام 2008 بأرباح كَبِيرَة، حيثُ اشترت الحُكومة سندات قابلة للتحويل في 2008 لمساعدة «يو بي إس» على تصفية ميزانياتها العموميَّة من الأصول السامة،  فيمَا استفاد البَنك من تحسن سوق الأسهم في مُنتَصَف 2009 وَوَضع أسهم بقيمة 3.5 مِليار دُولَار مَع عدد صغير من المستثمرين المؤسسيين الكبار،  كرر «أوزوالد جروبل» خططه لِلحِفَاظ على نموذج أَعمَال متكامل لتقديم استشارات إِدَارَة الثروات وَالخِدمات المصرفيّة الاستثماريَّة وإدارة الأصول.

### 2010 إلى الوقت الحاضر

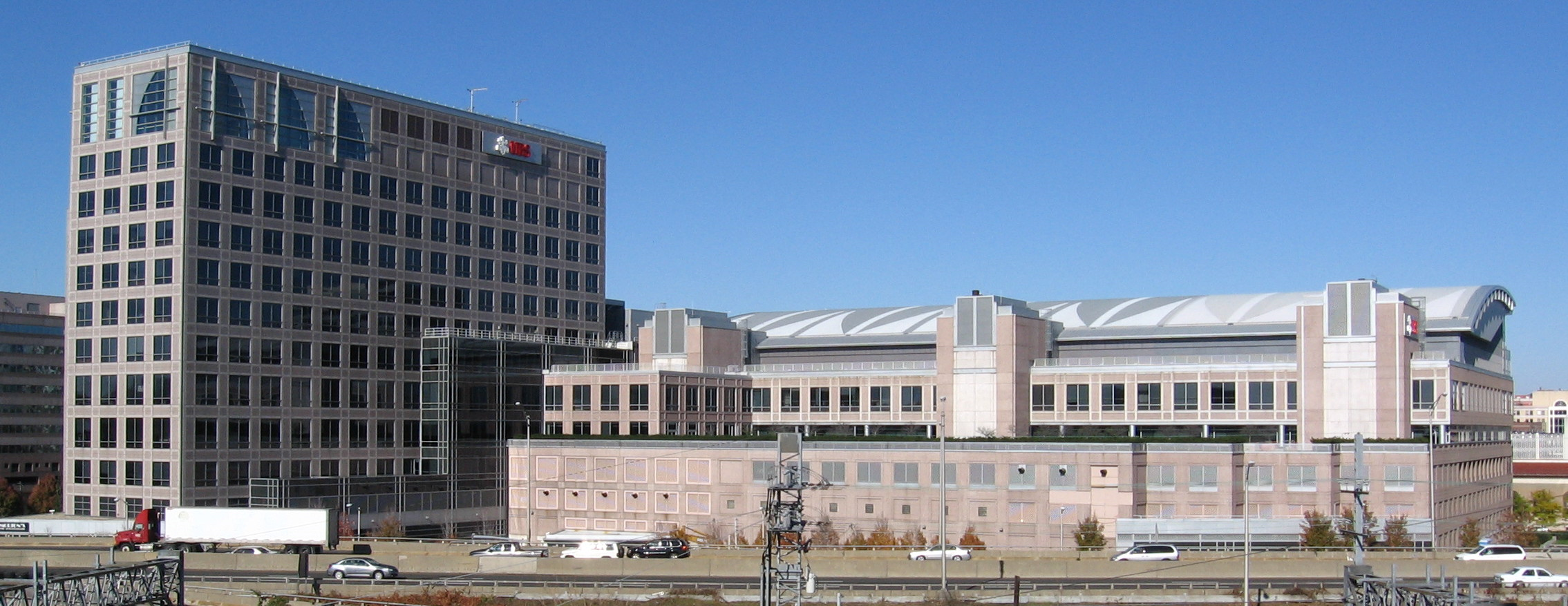
المكاتب السابقة لبنك يو بي اس في ستامفورد، كونيتيكت تقريبا في حجم اثنين الأمريكية ملاعب كرة القدم، وكان أكبر قاعة التداول عمود أقل في العالم.

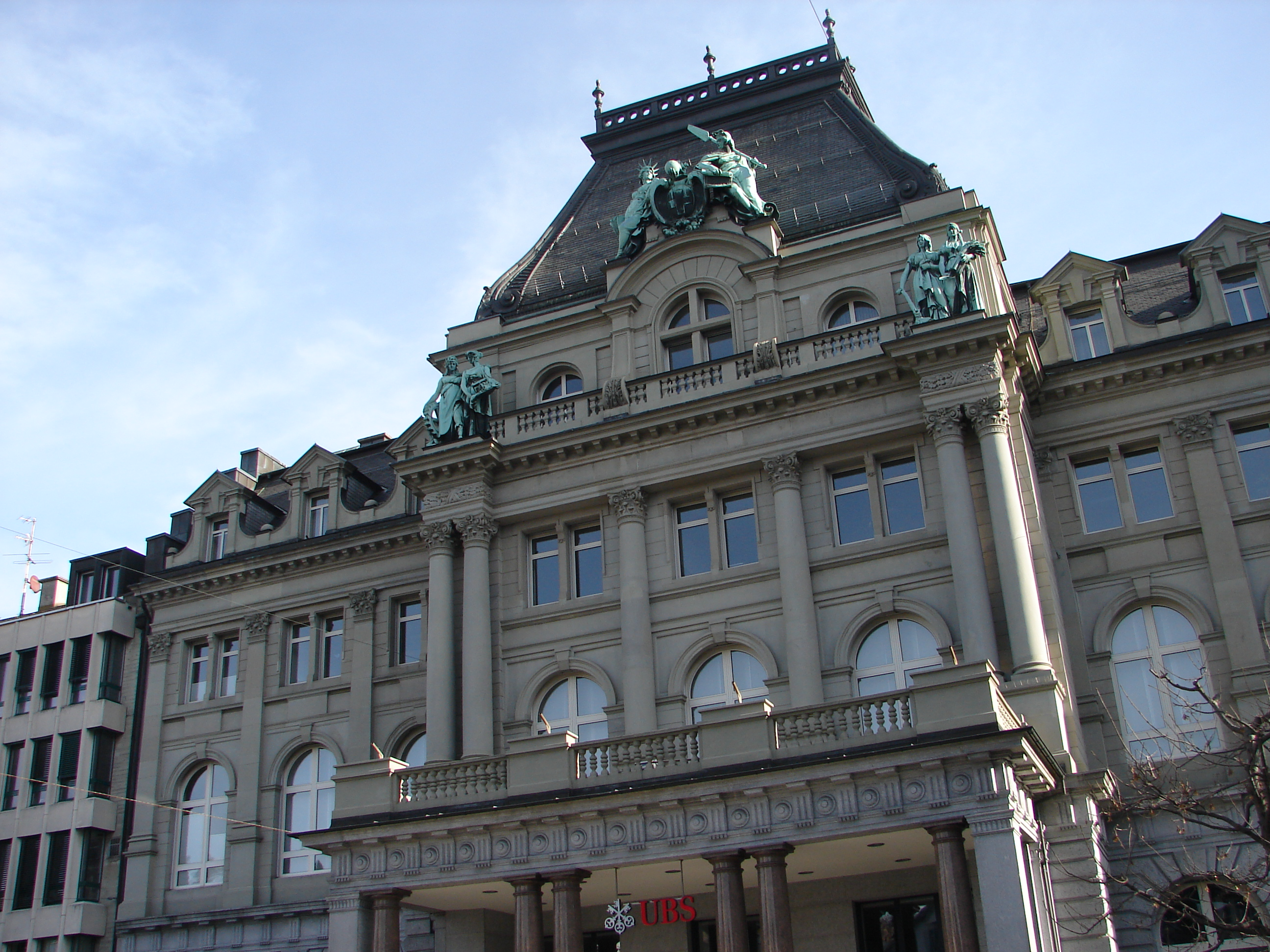
بنك التجزئة "يو بي إس" لإدارة الثروات الخاصة في سانت غالن

في أغسطس 2010 أطلق «يو بي إس» حملة إعلانية جديدة تَحَمُّل شعار: «لن نرتاح» ووقع اتفاقية رِعايَة عالمية مَع فورمولا 1،  وَفِي 26 أكتوبر 2010 أعلن أن بنكه الخاصّ سجل صافي أموال جديدة تَبلُغ 900 مليُون فرنك سويسري خِلال الرُبع الثالث، مُقارنة مَع تدفق 5.5 مِليار فرنك سويسري في الرُبع الثاني،  وتجاوز صافي أرباح «يو بي إس» للربع الثالث 1.65 مِليار دُولَار أمريكي، وَبَعد تسريحه لحوالي 5000 مُوَظَّف أعلن أنَّه سيخفض أَكثَر من 3500 وظيفة أُخرى في 23 أغسطس 2011 لتحسين كفاءة التَّشغِيل وَتَوفِير 1.5 إلى 2 مِليار فرنك سويسري في السنة.
قام تاجر غاني يُدعى «كويكو أدوبولي» يبلغ من العمر 31 عامًا بتداولات غير مصرح بِهَا في مَكتَب «دلتا وان» في بنك الاِستِثمَار الخاصّ بالشَّرِكَة وأدى لخسائر فادحة،  ولاحقًا قبضت السُلطات عليه واتهمته بالاحتيال وإساءة اِستِخدام المَنصِب ومحاسبة زائفة يعود تاريخها إلى 2008، وبلغت الخسائر الفعليَّة للبنك 2.3 مِليار دُولَار أمريكي،  وَفِي 24 سبتمبر 2011 أعلن «يو بي إس» استقالة الرَّئِيس التَّنفِيذِي «أوزوالد جروبل» وتعيين «سيرجيو إرموتي» محله بشكل مؤقت. وَفِي 30 أكتوبر 2012 أعلن «بنك يو بي إس» أنَّه سيُلغي 10000 وظيفة في جَمِيع أنحاء العَالَم لتقليص عملياته المصرفيّة الاستثماريَّة، مِنهَا 2500 وظيفة في سويسرا، وسيؤدي ذَلِك لخفض عدد الموظَّفين من 63745 مُوَظَّف إلى 54000 مُوَظَّف، وللمقارنة كَان عدد موظفيه في 2007 قَبل الأزمة 83500 مُوَظَّف،  كما أعلن أن فرعه الاستثماري سيركز على نقاط قوته التقليديّة وسيترك الكثير من أَعمَال تداول الدَّخل الثابت غير المربحة من الناحية الاقتصاديَّة.
في 19 ديسمبر 2012 تم تغريم «يو بي إس» مبلغ 1.5 مِليار دُولَار لدوره في "فضيحة ليبور [الإنجليزية]
"،  بَعد اتهامه بمحاولة التلاعب في أسعار الفائدة القياسيّة،  وَفِي نوفمبر 2014 فرضت سلطة السُّلُوك الماليّ ولجنة تداول السلع الآجلة غرامات على يو بي إس وبنوك أُخرى للتلاعب بالعُملَة،  وَفِي 6 يناير 2014 أصبَح «يو بي إس» أكبر مصرف خاصّ فِي العَالم بأصول تَبلُغ 1.7 تريليون دُولَار. وَفِي مايو 2015 كشفت تقارير إعلاميَّة أن «يو بي إس» يخطط لبيع قسم الخِدمات المصرفيّة الخاصّة الأستراليَّة بَعد مراجعته للأعمال ضعيفة الأداء في الشَّرِكَة.
في أواخر 2016 أنشأ البَنك العُملَة الرقميَّة «عُملَة تسوية المرافق» (USC) لتسريع التسويات بَين البنوك وأنشأ مختبر لأبحاث تقنية سلسلة الكتل في لندن. وَخِلَال الفَترَة من 2012 إلى 2018 أجرى البَنك الاستثماري بِقيادة «أندريا أورسيل» عَمَلِيَّة إعادة هيكلة كَبِيرَة، وسرح فِيهَا أَكثَر من 10000 مُوَظَّف وبدأ التركيز على أَعمَال الاكتتاب الأوروبيّة بدلاً من عقد الصفقات التقليديّة. وأعلن «يو بي إس» في يناير 2018 أنَّه لَا يتداول أو يعرض العملاء للعملات المشفرة،  وعقد اتفاقية شراكَة مَع شَّرِكَة التِكنولوجيا آي بي إم لإطلاق مِنَصّة تمويل تِجَارِيّ تُسمى «باتافيا» في أوائل عام 2018.

## السرية المصرفية
تستشهد «يو بي إس» بالثقافة السويسريَّة كأساس لثقافة الشَّرِكَة،  على الرغم من أن السرية المصرفيّة بَدَأت في القرن الثامن عشر، إلَّا أن سويسرا صاغت اللوائِح وقوانين مصرفية في أواخر القرن التَّاسِع عشر وَفِي الثلاثينيَّات لحماية البنوك وتأمينها داخل حدودها،  وَكَان أبرزها «القَانُون الفيدراليّ للبنوك ومصارف الادخار» المعروف ببساطة بِاِسم «قانون البنوك لعام 1934». ويحظر القَانُون الاتحادي ويجرم توزيع معلومات العميل والإفراج عَنهَا لأطراف ثالثة، والَّذِي أقرته الجمعيَّة الفيدراليَّة السويسريَّة لِمُكَافَحَة الاستيلاء على أصول العملاء والمَعلُومَات، وتلقت يو بي إس الَّتِي كَانَت تُعرف حِينَهَا بِاِسم «مؤسَّسة البَنك السويسري» تدفق كَبِير لرؤوس الأموال القادمة من أوروبا لحفظها بأمان خِلال الحرب. ومنذ 1934 حتَّى 2008 تمت صِيَاغَة أَكثَر من عشرين قانونًا مصرفيًا سويسريًا لِتَعزِيز السرية المصرفيّة، وَفِي 2018 احتَّلت سويسرا المرتبة الأولى في مؤشر السرية الماليَّة،  وَكَان «يو بي إس» أكبر مدير ثَروَة في 23 دَولَة من أصل 25 دَولَة على مؤشر السرية الماليَّة لعام 2018.
يحافظ «يو بي إس» على أَكثَر سِياسات السرية المصرفيّة صرامة في سويسرا، فإنَّ سياساته عبر أُورُوبَّا وخاصة الولايات المتحدة مُختلفة،  حيثُ يُحظر على البَنك الإفصاح عَن أَنشطة ومعلومات العملاء في الوَلاَيات المتَّحدة خِلال اللوائح الَّتِي تَفرِضُهَا هيئة تَنظِيم الصناعة الماليَّة الأمريكية، ونظام الاحتياطي الفدرالي، وشركة تأمين الودائع الفيدرالية، ووزارة الخزانة، وهيئة الأوراق المالية والبورصات الأمريكية،  ويُحظر على موظَّفي «يو بي إس» مناقشة نشاط العملاء أو معلوماتهم علنًا، أو مُشَارَكَة المَعلُومَات عبر الحدود، أو الاحتفاظ بمعلومات العملاء بشكل غير آمن، وَفِي 2018 احتَّلت عَمَليّات «يو بي إس» داخل الوَلاَيات المتَّحدة المرتبة الثانيَّة في مؤشر السرية الماليَّة بَعد «يو بي إس سويسرا إيه جي». وتحافظ عَمَليّات البنك داخل الاتحاد الأوروبي على سِياسات سرية مصرفية مماثلة لسويسرا في البُلدان التَالِيَة وتوابع التاج: جيرزي والنمسا ولوكسمبورغ وليختنشتاين وموناكو وجزيرة مان. ويتّبع البَنك أحكام سرية مصرفية كَبِيرَة لعملياته في فرنسا وألمانيا وأَيِرلَندَا وهولندا وإن كَانَت منخفضة إلى حَد كَبِير.

### الأصول المخفية

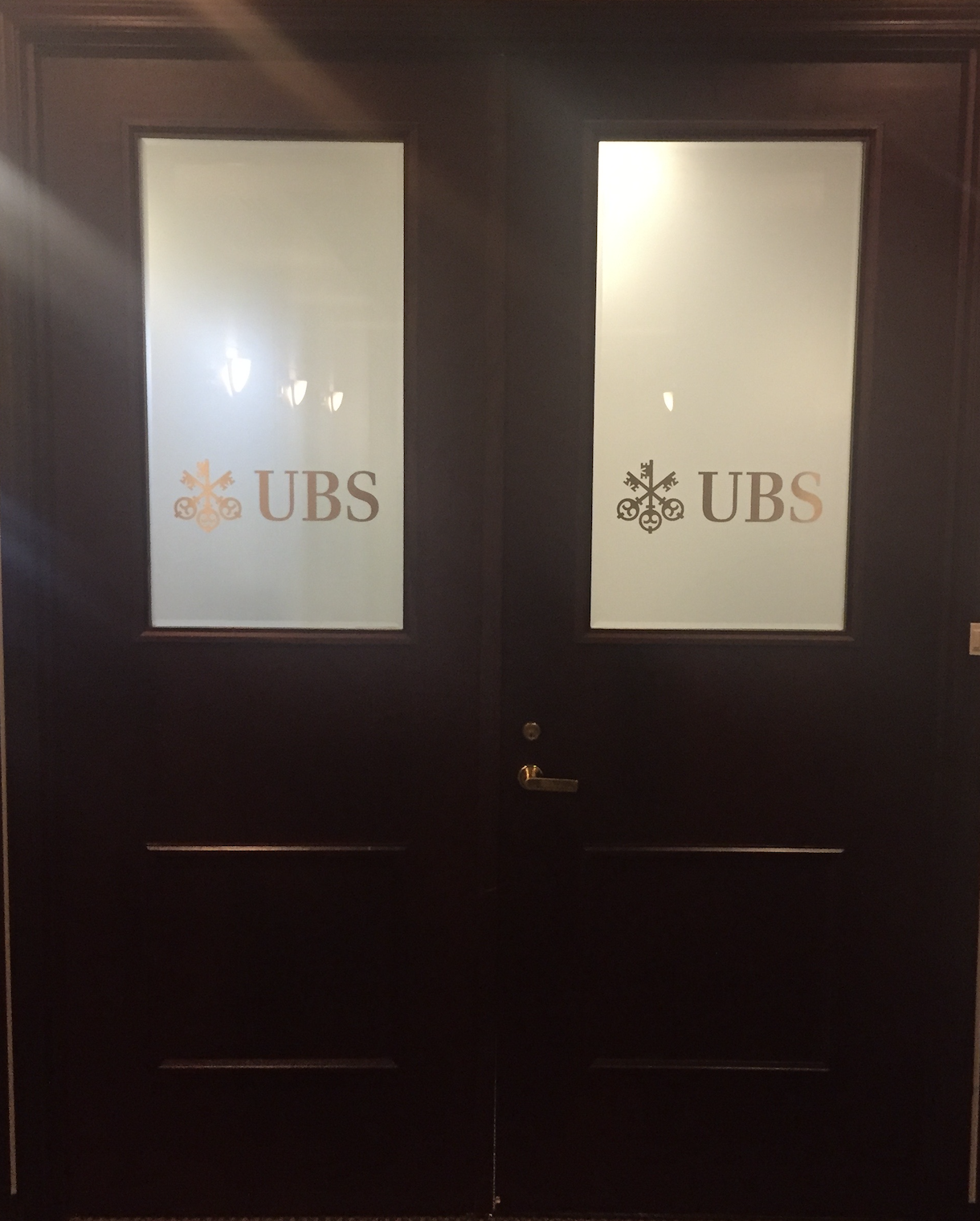
مدخل مكتب "يو بي إس ويلث مانجمنت" في ميلانو، إيطاليا.

تحتفظ البنوك السويسريَّة بمجموعة من الأصول المخفية والحسابات المصرفيّة المرقمة لِلحِفَاظ على السرية،  وهي ليست مخفية تمامًا،  حيثُ يُوجِد عدد محدود من المصرفيين يحتفظون بسجلات الحسابات.
في يناير 1997 قال «كريستوف ميلي» الحارس الليلي في «بنك الاتِحاد السويسري» في زيورخ أن مسؤولي البَنك يدمرون الوثائق المتعلّقة بالأصول اليتيمة الَّتِي يُعتقد بأنَّها أرصدة عملاء نازيين ويهود حصلوا عَلَيهَا خِلال الحرب العالمية الثانية،  وَبَعد فَترَة وجيزة فتحت سلطات زيورخ تحقيقًا قضائيًا ضدَّ ميلي بسبب انتِهاكَات مشتبه بِهَا للقوانين السويسريَّة الخاصّة بالسرية المصرفيّة،  ورُفعت دَعوَى قضائيَّة ضدَّ «يو بي إس» وبنوك سويسريَّة أُخرى نيابة عَن الضحايا اليهود من المحرقة وتوصلت البنوك إلى تسوية للدعوى بَلَغَت 1.25 مِليار دُولَار في أغسطس 1998.
اتخذت الحُكومة السويسريَّة خطوات لِلَحَد من اِستِخدام الخِدمات المخفية لتسهيل تحويل «الأموال السوداء»،  حيثُ أَعلَنَت في مايو 2013 أنَّها ستعدل بَعض قَوَانِين السرية المصرفيّة المطبقة على «يو بي إس سويسرا إيه جي» للسماح بالكشف عَن حسابات العملاء المخفية لسلطات التحقيق المُختَلِفَة.

### خزائن البنوك
يمتلك يو بي إس أقبية مصرفية غير معلنة وسرية ومرافق تخزين ومخابئ تحت الأرض لسبائك الذهب أو الماس وعيرها من الأصول المادّية القِيمَة،  ويُقال بأنَّ هَذِه المخابئ تتواجد في المناطق الجبلية في جبال الألب السويسريَّة،  حيثُ لَا تخضع هَذِه المخابئ للوائح المصرفيّة الَّتِي تخضع لَهَا البنوك في سويسرا، وَلَا يتعين على البنوك إبلاغ الهيئات التنظيميَّة بِمَا يُوجِد داخلها،  ووفقًا للقوات المسلَّحة السويسريَّة اشترت «يو بي إس» أربعة مخابئ عسكرية سابقة لتحويلها إلى مُرَافِق تخزين في الثمانينات والتسعينات،  وَكَان ثلاثة مِنهَا لَا يُمكِن الوُصُول إِلَيهَا برًا، ويُلزم نَقل الأصول إلى المخابئ الحصول على تصريح أمني متعدد المراحل، وَفِي ظروف خاصَّة يتعاقد البَنك مَع بنوك صغيرة في جَنُوب سويسرا لِلحِفَاظ على أصول الشَّرِكَة.
أكبر قبو بنك سويسري كُشف عَنه مكون من خمسة طوابق تحت الأرض بعمق 19 متر (62 قدم) في مَقَر البَنك في جنيف،  وَفِي يوليو 2013 أنشأ «يو بي إس» مرفقًا لتخزين الذهب في سنغافورة لعملائه من أَصحَاب الثروات العالية في هونغ كونغ والصين وماليزيا.

### التهرب الضريبي

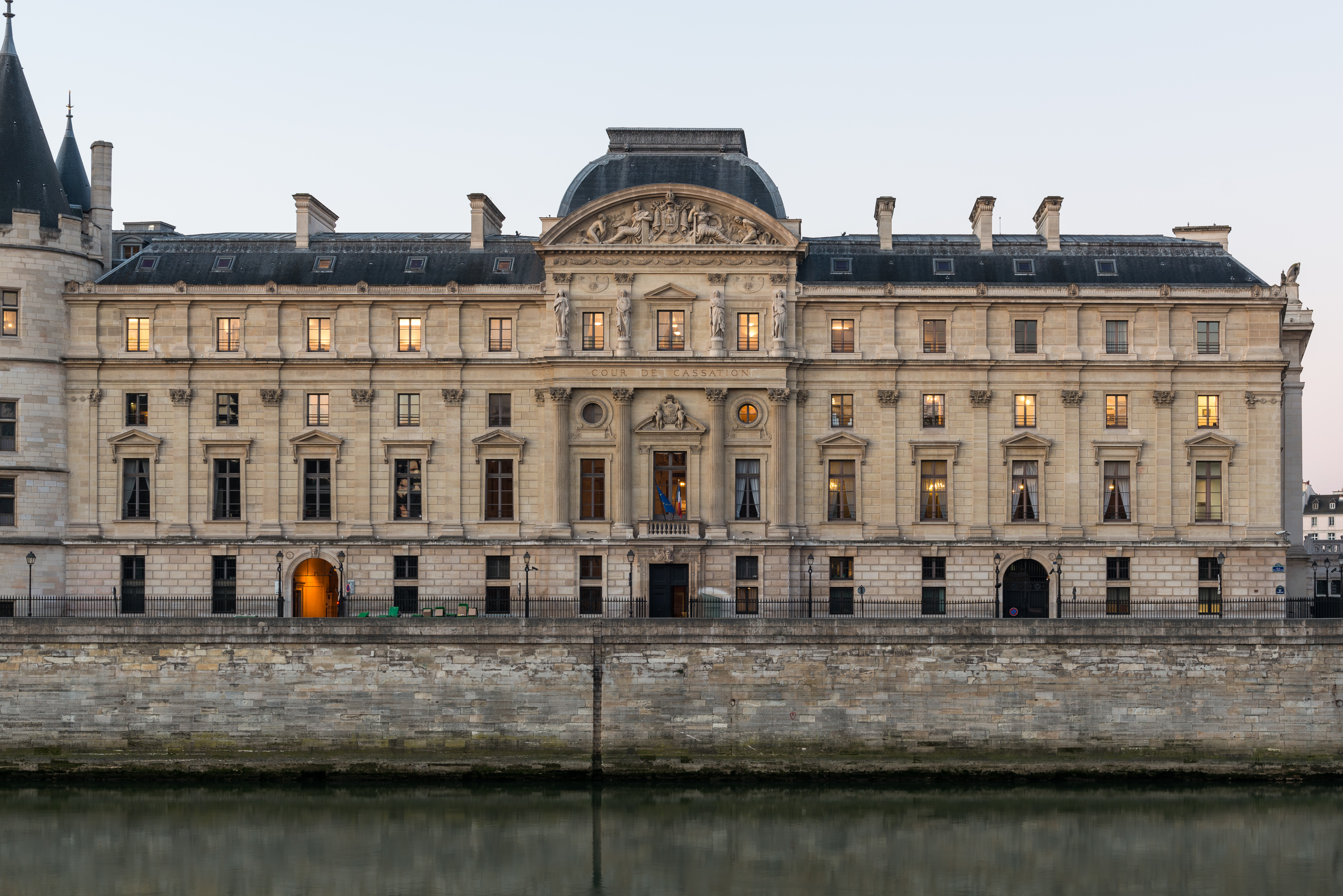
حكمت المحكمة العليا الفرنسية ضد "يو بي إس" في استئنافه لعام 2014 بشأن التهرب الضريبي

كثيرًا مَا تُستخدم سِياسات السرية المصرفيّة الصارمة واتفاقيات السرية بَين البَنك وعملائه أسلوب احتيالي لتجنب الضرائب الأجنبيَّة المُباشرة أو للتهرب مِنهَا، حيثُ توصّل «يو بي إس» إلى معاهدة متعددة الأطراف مَع دائرة الإيرادات الداخلية الأمريكيَّة (2009) والجَمَارِك البريطانيَّة (2010)،  لِضَمَان وُجُود خط اتصال بَين وكالات الضرائب والبنوك السويسريَّة المُسجَّلة،  وقد أشترط عملاء يو بي إس بوجود شرط يَتَعَلَّق بالنِظَام الأَسَاسِي وَهُو عَدَم السماح للبنوك السويسريَّة بالكشف عَن معلومات العميل إلَّا إِذَا تم تكليف العميل قانونًا بإثبات الاحتيال الماليّ المُتعمَّد، وليس عَدَم إبلاغه عَن الأصول لتجنب الضرائب.
أدَّت سِياسات الخُصوصيَّة المصرفيّة في بنك «يو بي إس» إلى العديد من الخِلافات:
- في عام 2007 ادعى «برادلي بيركينفيلد» المُوَظَّف المقيم في جنيف والَّذِي عَمَل في «إِدَارَة الثروات» في أَمرِيكا الشماليَّة أن تعاملات «يو بي إس» مَع العملاء الأمريكيين تَنتَهِك اتفاقية بَين البَنك ودائرة الإيرادات الداخلية الأمريكيَّة، [159] واشتكى لاحقًا إلى مسؤولي الامتثال في «يو بي إس» بِشَأن «المُمَارسات التجاريَّة غير العادلة والمخادعة» للبنك، والَّتِي تضَّمنت رِعايَة أحداث مِثل سباقات اليخوت والمهرجانات الفنية في الوَلاَيات المتَّحدة لجذب العملاء المحتملين من الأثرياء، [160] ولاحقًا طلب مكتب التحقيقات الفيدرالي من البَنك التوقف عَن تَقديم الخِدمات المصرفيّة الخاصّة عبر الحدود للعملاء المُقيمين في الوَلاَيات المتَّحدة عبر وحداته المنظَّمة غير الأمريكيَّة اعتبارًا من يوليو 2008.[161]

- في 2012 خضع «يو بي إس دويتشلاند إيه جي» لِتَحقِيق من المدعين العامين في مانهايم في ألمانيا، بَعد أن كشف تَحقِيق ضريبي عَن تحويلات ماليَّة مشبوهة من ألمانيا إلى سويسرا يُزعم أن مَكتَب البَنك في فرانكفورت سهلها، [162] وداهم محققو الضرائب مَكتَب «يو بي إس دويتشلاند» في فرانكفورت في مايو 2012، وأخذوا أَكثَر من 100 ألف ملف وسجلات كُمبِيُوتَر للبحث على أدلة، وقال البَنك أن «التحقيق الداخليّ في المزاعم المُحددة لَم يحدد أي دليل على سوء تصرف من قَبل يو بي إس دويتشلاند إيه جي».

- في عام 2014 أجرت الحُكومة الفرنسيَّة تحقيقًا في مزاعم تحريض «يو بي إس فرنسا» على التهرب الضريبي، [163] وقدر التحقيق أن مبلغ الدَّخل الضريبي المفقود في الحسابات الخارجيَّة الَّتِي يُسَيطِر عَلَيهَا «يو بي إس» تساوي 600 مِليار يورو، [164] وَفِي يوليو 2014 طُلب من البَنك طرح سندات بقيمة 1.1 مِليار يورو، وفقد البَنك استئنافه في محكمة النقض، [165] وَفِي نفس العَام، أتهم «يو بي إس» الحُكومة الفرنسيَّة بالتواطئ في «عَمَلِيَّة مسيّسة للغاية» في تحقيقها مَع البَنك.[166]

## المنافسون

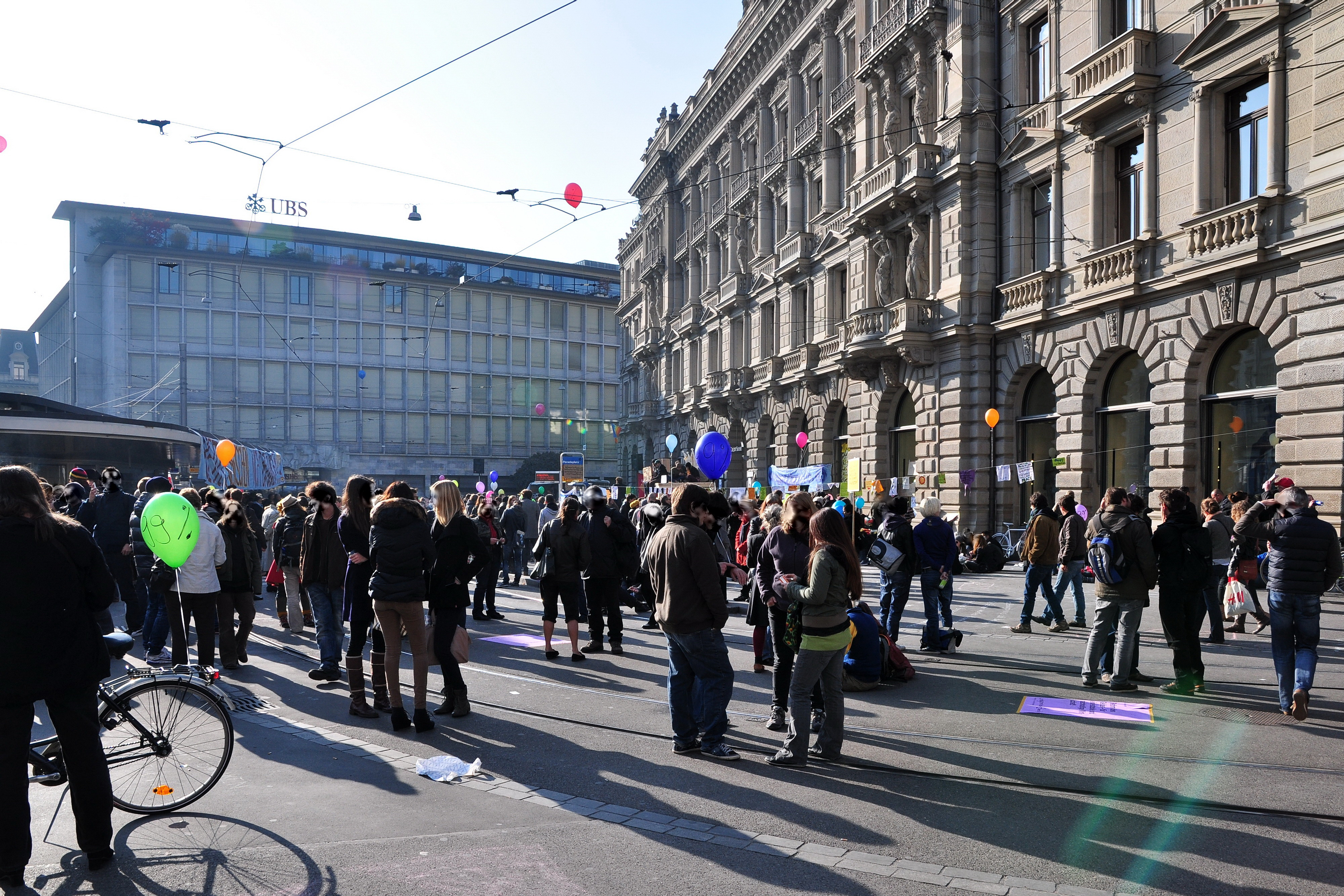
فروع "يو بي إس" وكريدي سويس بجوار بعضهما البعض في زيورخ

يتنافس «يو بي إس» مَع أكبر بنوك الاِستِثمَار العالميَّة،  وَلَا سِيمَا في نطاق «قوس الانتفاخ»،  ويُقارن مَع نظيره السويسري العملاق المصرفي كريدي سويس. وكَان «يو بي إس» من بَين أفضَل 10 بنوك استثمارية فِي العَالم وفقًا لدراسة أجريت في 2018 ونشرها معهد أبحاث التَحَالُف. يتنافس في سويسرا مَع عدد من البنوك الكانتونية مِثل بنك كانتون زيورخ و«موسيقى فودواز بنك كانتونالي» و«بنك ميغروس»، وَفِي أوروبا يتنافس مَع دويتشه بنك وإتش إس بي سي وبي إن بي باريبا وناتيكسيس والمصرف الملكيّ الاسكوتلندي ومجموعة سانتاندير ويونكريديتو، وَفِي الولايات المتحدة يتنافس مَع أكبر البنوك الأمريكيَّة مِثل سيتي غروب وبنك أوف أمريكا وغولدمان ساكس وجي بي مورغان تشيس ومورغان ستانلي.

## المسؤولية الاجتماعية للشركات
في يناير 2010 أصدر بنك «يو بي إس» مُدَوَّنَة جديدة لِقَوَاعِد سلوك وأخلاقيات الأعمال وشجع الموظَّفين للتوقيع عَلَيهَا، حيثُ تناولت قضايا مِثل الجرائم الماليَّة، والمُنافسة، والسرية، وَكَذَلِك حقوق الإنسان والقضايا البيئيَّة، وتُحدد المدوَّنة المكون من 8 صفحات عقوبات محتملة ضدَّ المُخالفين مِثل تحذيرهم أو تَخفِيض درجاتهم أو فصلهم من العَمَل.
في عام 2011 وسع «يو بي إس» قاعدة بيانات الامتثال العالميَّة الخاصّة بِه لتشمل معلومات حول القضايا البيئيَّة والاجتماعيَّة المقدمة من شَّرِكَة «ريبريسك»،  وهي شَّرِكَة أبحاث عالمية متخصصة في تحليل المخاطر البيئيَّة والاجتماعيَّة وحوكمة الشَّرِكَات،  ويهدف البَنك لتخفيف المخاطر البيئيَّة والاجتماعيَّة الَّتِي قد تُؤَثِر على سمعة البَنك أو أدائه الماليّ وللمساعدة على توحيد المعايير العالميَّة وَتَنفِيذ عَمَليّات العناية الواجبة لِلشَّرِكَة بشكل منهجي،  حيثُ تُستخدم بيانات ريبريسك في العمليَّات الداخليَّة لفحص العملاء الجدد المحتملين وشركاء المصادر،  وأيضًا لتقييم المخاطر المتعلّقة بالمُعاملات في الخِدمات المصرفيّة الاستثماريَّة والإقراض المؤسسي.
في عام 2018 امتلك «يو بي إس» نسبة 0.72 بالمائة من أسهم شَّرِكَة هيكفيشن الصينيَّة،  وهي شَّرِكَة تَابِعَة متخصصة في تَصنِيع كاميرات المُراقبة، اتهمتها وزارة التِجَارَة الأمريكيَّة بالمُشاركة في المُراقبة الجماعيَّة لمنطقة الحُكم الذاتي الصينيَّة ذَات الغالبيَّة المسلمة في شينجيانغ.
في أكتوبر 2019 انضم «يو بي إس» إلى تَحَالُف المستثمرين العالميين من أَجَل التَّنمِيَة المُستدامة التابع لِلأُمَم المتَّحدة،  والتزم بجمع 5 مِليار دُولَار أمريكيّ من استثمارات التأثير المُتَّصِلَة بأهداف التَّنمِيَة المُستدامة بحلول نهاية عام 2021، والَّتِي تهدف إلى خلق تأثير اجتماعي أو بيئي إيجابي قابل للقياس.

## الأبحاث والتطوير
بلوكشين
كَان «يو بي إس» من أوائل البنوك الَّتِي تستخدم تقنية سلسلة الكتل في الخِدمات الماليَّة، حيثُ اِفتَتَح مختبر للابتكار في مِسَاحَة مسرع التِكنولوجيا في لندن في أبريل 2015،  وَفِي أغسطس 2016 أعلن «يو بي إس» أنَّه سيتعاون مَع «بي إن واي ميلون» ودويتشه بنك ومجموعة سانتاندير وشركة الوساطة آيكاب، وشركة التِكنولوجيا الماليَّة كليرماتيكس للترويج لعملة تسوية الخِدمات (USC) الخاصّة ببنك «يو بي إس»، وهي عُملَة رَقمِيَّة قَائِمَة على سِلسِلَة الكتل يُمكِن للمؤسسات الماليَّة استِخدامُها للتعامل مَع الأوراق الماليَّة مَع بَعضُهَا البعض، متجاوزة عَمَليّات التسوية التقليديّة الجَارِيَة.
الذكاء الاصطناعي
في عام 2018 استنسخ «يو بي إس» «دانييل كالت» رقميًا وَهُو أحد كبار الأقتصاديين في البَنك، حيثُ تم التعاقد مَع خبير الذكاء الاصطناعي «فيسمي» لِإِنشاء صورة تشخيصية لدانييل كالت لمقابلة العملاء عبر شاشة التلفزيون وطرح الأسئلة وتُلقي الإجابات بفضل تقنية واتسون الخاصّة بشركة آي بي إم.

## روابط خارجية
- الموقع الرسمي